# Scandal (Album)
Scandal ist das zweite Album der Formation Sound Prints um den Trompeter Dave Douglas und den Saxophonisten Joe Lovano.
Es wurde am 4. September 2017 in den Bunker Studios, Brooklyn aufgenommen und erschien am 6. April 2018 auf dem Label Greenleaf Music.
Das Album erhielt durchweg positive Rezensionen; die italienische Ausgabe von All About Jazz verlieh ihm 4½ Sterne; die Zeitschrift Jazziz nahm die Produktion in die Liste der besten Alben des Jahres 2018 auf.

## Hintergrund
Sound Prints, das Quintett um Joe Lovano und Dave Douglas mit Lawrence Fields (Piano), Linda Oh (Kontrabass) und Joey Baron (Schlagzeug) trat am 21. September 2013 auf dem Monterey Jazz Festival in Kalifornien auf; der Mitschnitt erschien auf Blue Note Records. In einer Pressemitteilung erläuterte Dave Douglas die Gründe für den Titel des zweiten Albums von Sound Prints, Scandal. „Wir spielen nicht nach den traditionellen oder in der Schule gelehrten Regeln des Jazz. Im heutigen, immer unvorhersehbarer werdenden Klima sei es skandalös, ‚alles über die Annahmen der Improvisation in Frage zu stellen‘, eine Aktivität, die ‚allzu selten und riskant geworden ist‘“. Dave Douglas, Joe Lovano, begleitet von einer Rhythmusgruppe aus Joey Baron, Lawrence Fields und Linda May Han Oh, erweisen mit dieser Produktion Wayne Shorter ihre Reverenz; dessen Einfluss ist sowohl thematisch als auch geistig im Programm der Aufnahme zu erkennen, die (neben den Eigenkompositionen der beiden Bandleader) die Remakes von zwei bedeutenden Shorter-Kompositionen enthält, Juju (aus dem gleichnamigen Album von 1964) und Fee Fi Fo Fum (aus Speak No Evil, 1966), wobei letzteres eine freie Verarbeitung erhalten hat.
Der Auftakt des Albums ist Douglas’ Dream State, ein Stück im 5/4-Metrum, dessen Groove ein scharfes, vom Gospel beeinflusstes Motiv untermauert, das von der Horn-Allianz vorgetragen wird. Das Quintett befindet sich in Lovanos High Noon ist eine Up-tempo-Nummer, und The Corner Tavern hat einen Calypso-ähnlichen Groove, in dem die Bläser improvisierte Linien mit nervösen Bewegungen und logischen Sequenzen austauschen. Full Sun und Full Moon stehen in Klang und Wesen in Kontrast zueinander, da ersteres im Gegensatz zum lyrischen, geräumigen und fragenden letzteren ein beschwingter Post-Bop-Ride ist, der typischerweise mit flexiblen Soli aus Bass, Saxophon und Trompete strukturiert ist.

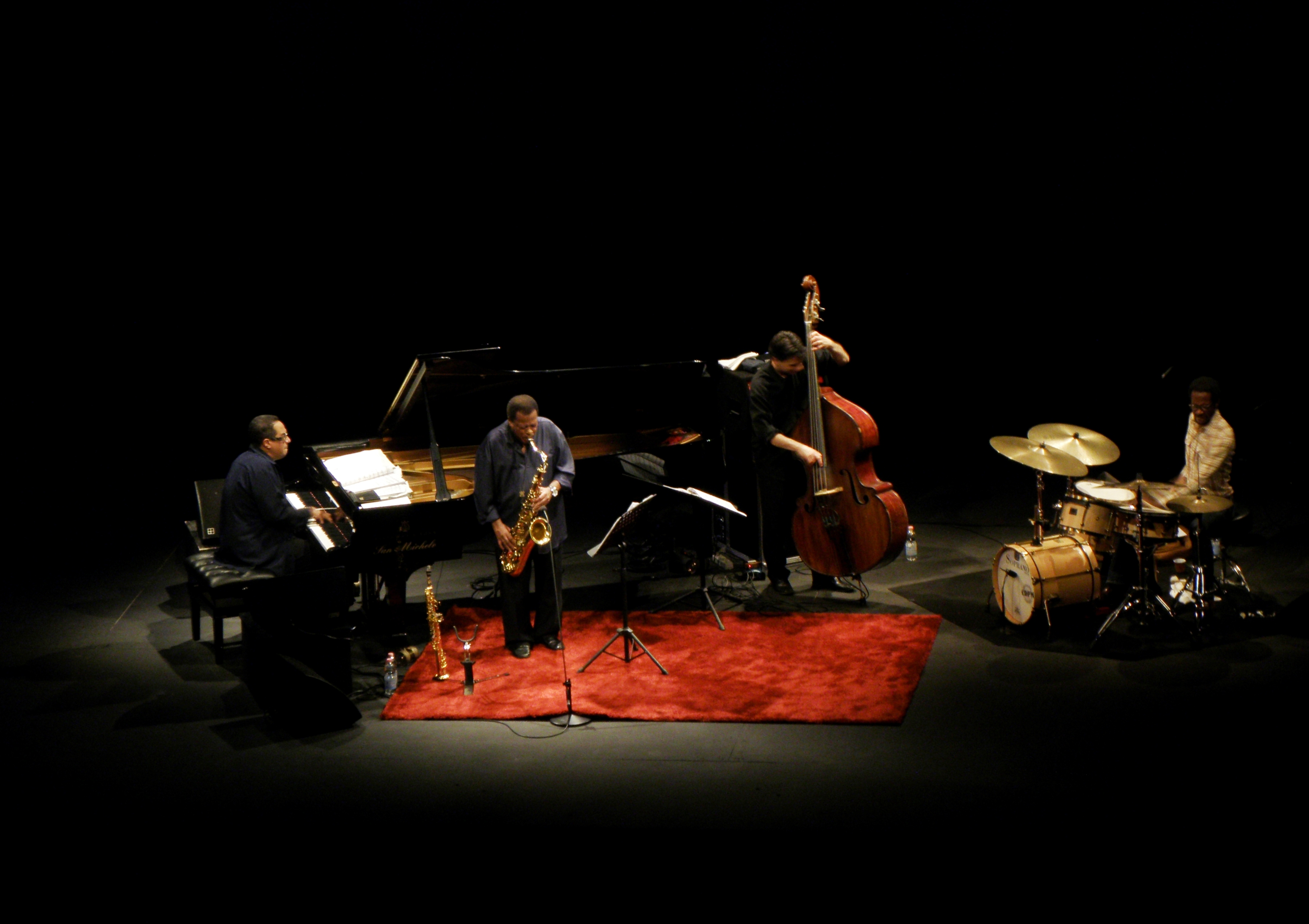
Die Musik des Wayne Shorter Quartet (mit Danilo Perez, John Patitucci und Brian Blade) beeinflusste die Alben von Sound Prints

Im Jahr 2021 folge mit Other Worlds das dritte Album der Formation.

## Titelliste
- Joe Lovano & Dave Douglas: Sound Prints – Scandal (Greenleaf Music – GRE-CD-1063)[6]
  1. Dream State (Douglas) 5:36
  2. Full Sun (Lovano) 5:06
  3. Fee Fi Fo Fum (Wayne Shorter) 6:03
  4. Ups and Downs (Douglas) 6:57
  5. The Corner Tavern (Lovano) 6:50
  6. Scandal (Douglas) 5:51
  7. Juju (Wayne Shorter) 9:05
  8. Mission Creep (Douglas) 6:18
  9. Full Moon (Lovano) 8:06
  10. High Noon (Lovano) 2:26
  11. Libra (Douglas) 4:16
- Im Januar 2020 wurden von Greenleaf Music 3 Bonus-Tracks zum Download bei bandcamp.com veröffentlicht
  1. That-A-Way Piscataway (Douglas) 5:53
  2. Newark Flash (Lovano) 5:28
  3. Mission Creep (Douglas) 7:21

  - Sie sind auf der CD nicht enthalten, können aber bei bandcamp heruntergeladen werden, auch nachträglich (siehe Weblinks).

## Rezeption

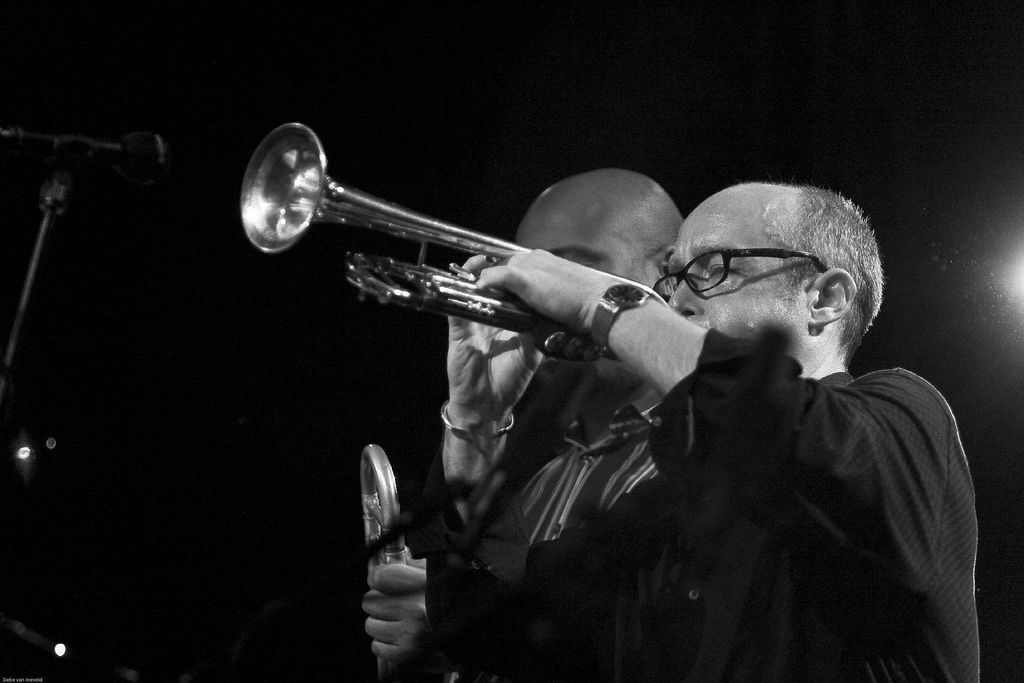
Dave Douglas

Jeff Tamarkin schrieb in JazzTimes, die Musiker bestünden zwar hartnäckig darauf, die Erwartungen aus dem Fenster zu werfen. Ob das so weit geht, dass es man dies als „skandalös“ bezeichnen könne, sei hingegen fraglich, aber es sorge auf jeden Fall für aufregenden Jazz. Der „unaufhörliche Entdeckungs-Eifer, der Shorters Karriere kennzeichnet“, ist ein Markenzeichen von Scandal - so in der klapprigen, fast komischen Horn-Konversation, die Lovanos The Corner Tavern beherrscht; das Nebeneinander von Fields’ zartem Solo mit dem sorglosen, hüpfenden Rhythmus von Dream State und das nervöse Tempo von High Noon. „Doch irgendwie ist es wirklich sehr beruhigend, all diese Spannung und Überraschung“, resümiert Tamarkin. „Wenn dies einen Skandal darstellt, werden wir ihn jeden Tag in den Nachrichten übernehmen.“
John Fordham (The Guardian) lobte, das Sound Prints Quintett könne sich mit Sicherheit seinen Platz in der Reihe der nesten Jazzalben des Jahres 2018 reservieren, „allein dank des schwelenden, Miles-[Davis-artigen-]gedämpften Trompetensounds und des hippen, aber stattlichen Hornkontrapunkts seines Titelstücks“. Für manche mag es ein Nachteil von Scandal sein, dass es sich um ein Jazz-Album handelt, das uneingeschränkt instrumentalisiert ist in Hinsicht auf die Genauigkeit seiner Faszination für die Musik von Wayne Shorter, meint der Autor, insbesondere in Bezug auf Shorters Schaffen der 1960er-Jahre und dessen Beteiligung an Miles Davis’ zweitem Quintett.
Aber die zu dem Zeitpunkt der Aufnahmen fünf Jahre bestehende Gruppe um Lovano und Douglas erzähle „aus dieser Perspektive bessere Jazzgeschichten als die meisten anderen und diese Session fängt sie im kollektiven Fluss ein“.
Die Bandleader hätten gehofft, dass diese Session dazu beitragen kann, „die Einheit in getrennten Zeiten zu feiern“, schrieb Fordham weiter, „ein gemeinsames zeitgenössisches Ziel, aber die Reflexivität und das Einfühlungsvermögen dieser Band feiern die Einheit in fast jedem Track.“ Douglas’ and Lovanos kontrapunktisches Spiel über Linda Ohs agile Basslinie und Fields’ unaufdringlich-dissonanten Akkorden seien „Modelle des exakten, aber elastischen gruppenthematischen Spielens auf dem träge pulsierenden Traumzustand.“ Die „Begeisterung für neu erfundenen Bebop“ zeige nach Ansicht des Autors im lebhaften Titel Full Sun und dem Latin Swing von The Corner Tavern. Die zwei Shorter-Coverversionen - Fee Fi Fo Fum und Juju - zeigten eine mehrdeutige Fassung von Shorters scharf swingendem Original in Douglas’ Arrangement und eine Mischung aus verwirrenden Klavier- und Schlagzeugfiguren und knappen Trompeten- und Saxophonsolos in Lovanos Version des letzteren. Das Titelstück Scandal sei ein Tour de Force für Lovano - „eine Träumerei“ aus murmelnden paarweise gekoppelten Tönen und wehmütigen Trompeten-Saxophon-Dialogen, die sich in der Miles Davis/Wayne Shorter-Manier „anmutig in langsames Jazz-Grooven verwandeln und von Linda Ohs aufmerksamen Basslines und Fields’ sanft drückendem Klavier gelockt werden.“ Dies sei „Jazz mit einem tiefen Sinn für Geschichte“, resümiert Fordham, „der jedoch einfallsreich und spontan überarbeitet wurde.“

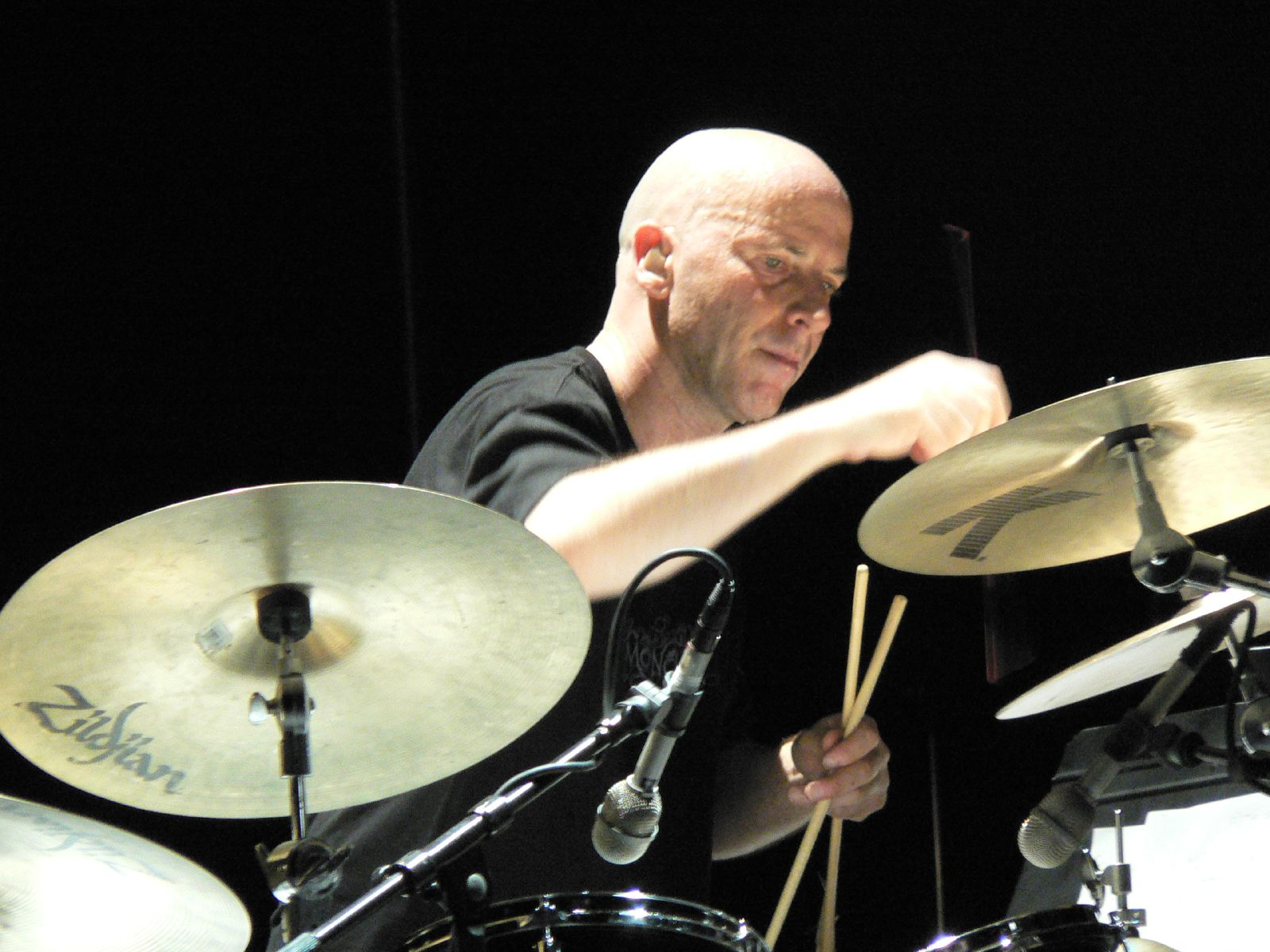
Joey Baron

Mike Collins (London Jazz News) meinte, die Inspiration, die sie von Shorter erhalten, sei es, „seinem aufgeschlossenen Erkundungsansatz in einer kleinen Band zu folgen, anstatt ihn direkt nachzuahmen.“ Douglas und Lovano hätten jeweils viele eigene Bewunderer; daher sei es aufregend zu hören, wie sie ihre kreativen Kräfte auf dieses Joint Venture konzentrieren. Dieses Studioalbum habe die Anmutung einer Live-Performance; „Douglas’ Trompete und Lovanos Saxophon jagen sich gegenseitig und winden sich über jeden Track.“
Zu den zwei Shorter-Klassikern merkt Collins an, Fee Fi Fo Fum (arrangiert von Douglas) beginnt mit einem Bezug auf das klassische Riff, löst sich in einem Trompeten- und Saxophon-Turnier auf, bricht in ein flüchtiges Klaviersolo über treibendem Swing aus, wechselt zum Thema, pausiert für aufrührerische, kollektive Reflexion, bevor sie wieder aufbrechen. Joey Baron beginnt eine taumelnde, reflektierende Einstellung zu dem von Lovano arrangierten JuJu, die für einen Großteil des Stücks nach dem Beat gespielt wird, „Fragmente der Melodie, die vor der hektischen gemeinsamen Erforschung deklamiert wurden, dann entfacht ein kleiner, motivischer Hook einen Groove und Fields bricht auf dem Klavier aus. Es ist aufregend, ein Hochseilakt zu spielen.“ Diese Band machte sich daran, ihre Musik mit der gleichen Einstellung wie Shorter zu spielen, resümiert Collins, und das gelinge ihnen mit Sicherheit. Dies sei „akustischer Jazz für kleine Bands von seiner besten Seite.“

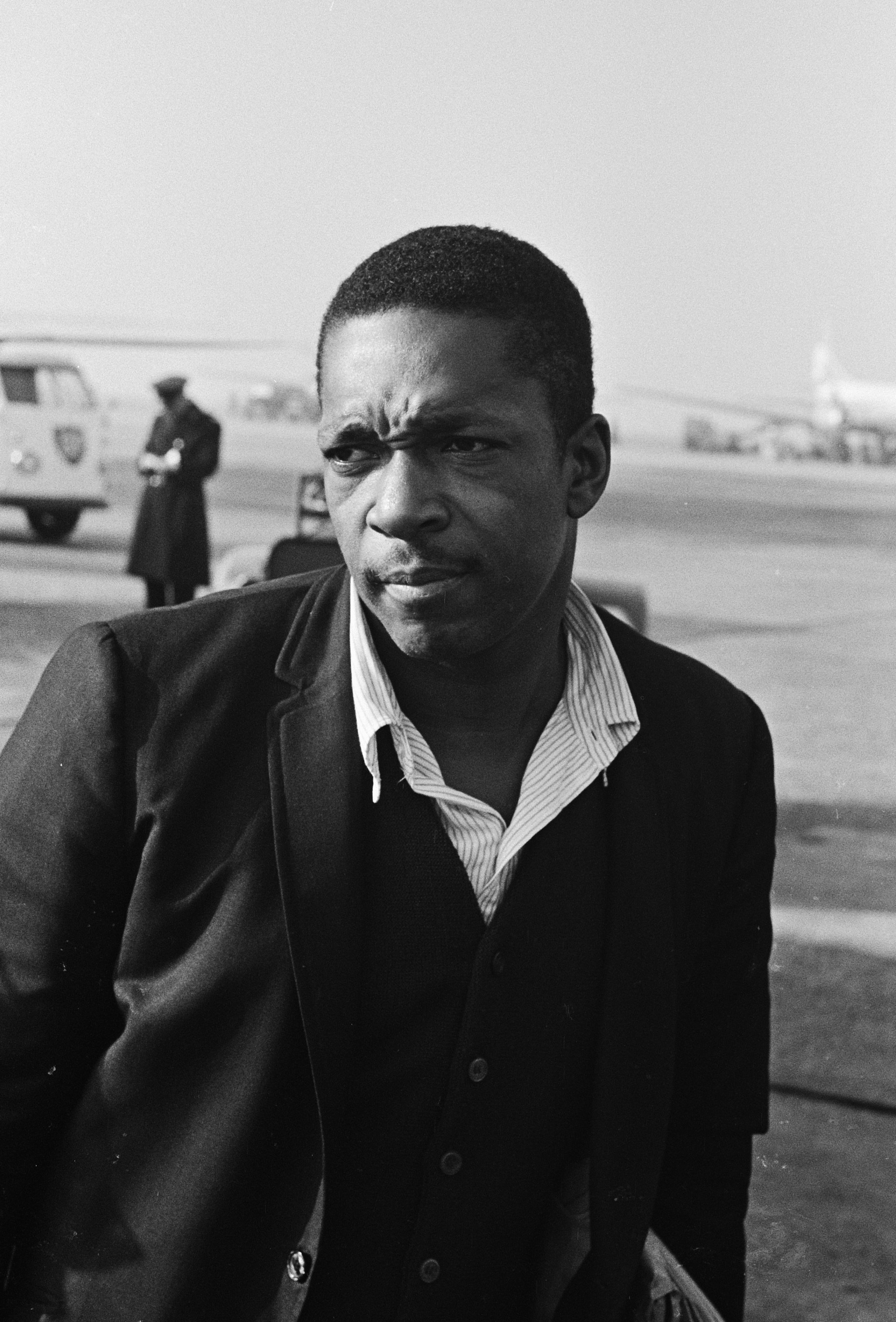
John Coltrane (1963)

John Murph schrieb im Down Beat, für die zweite Veröffentlichung von Joe Lovano und Dave Douglas als Sound Prints sei Wayne Shorter weiterhin der Dreh- und Angelpunkt des Paares. Wie bei ihrem Blue-Note-Records-Debüt 2015 übernehmen die beiden das bei Shorters aktuellem Quartett gepriesene räumliche Bewusstsein und beleben das Zusammenspiel und den übergreifenden Dialog. Lovano und Douglas projizierten dabei auch ihre jeweils eigenen starken künstlerischen Stimmen. „Sowohl in klanglichen als auch in improvisatorischen Ansätzen bieten die beiden faszinierende gegensätzliche und komplementäre Empfindungen. Lovanos kobaltblauer Ton auf dem Tenorsaxophon gepaart mit Douglas’ karminroten Trompetenfackeln erzeugen verblüffende Klangfarben, wenn sie unisono spielen oder improvisatorische Linien verflechten. Es ist das Letztere, mit dem sie sich am meisten beschäftigen. Ihre Passagen neigen dazu, wie Sparringspartner umeinander zu schwirren.“
Der Rezensent geht auch auf die Leistungen der Rhythmusgruppe ein; seiner Ansicht nach steigerten „die zersplitterten Rhythmen von Schlagzeuger Joey Baron und die kolossalen Basslinien von Linda May Han Oh […] die Darbietungen der Leader mit viel Rubato-Geschwindigkeit und elastischem Zusammenhalt, während die kalligraphischen Begleitungen des Pianisten Lawrence Fields für die richtige Menge an harmonischen und melodischen Stößen sorgen.“ Neben Shorters Einfluss sieht der Autor auch Spuren von John Coltranes Kompositionen; so spiele die absteigende Eröffnungsmelodie von Scandal auf Naima von 1959 an, bevor sich das Stück in unerwartete Richtungen entfalte. Unter der gezackten und eigensinnigen Melodie von High Noon verbergen sich nach Murphs Ansicht „schwache Andeutungen der überspringenden Melodie von ‚Giant Steps‘“. Diese Referenzen an Shorter und Coltrane beeinträchtigten jedoch nicht die Brillanz der Originale, meint der Autor. Douglas’ großartige Ballade Ups and Downs mit seiner markanten Lyrik und Lovanos munteres The Corner Tavern, das wundervolle Trompetenpassagen von Douglas enthalte, seien zwei Originale mit dem großen Potenzial, zukünftige Jazzstandards zu werden.